# Stone Mountain Provincial Park
Der Stone Mountain Provincial Park ist ein Naturschutzgebiet am Alaska Highway im Norden der Provinz British Columbia, im Regional District Northern Rockies.

## Lage
Der Alaska Highway – hier der British Columbia Highway 97 – durchquert den Provinzpark zwischen dem Kilometer 594 und 609. Er befindet sich in den nördlichen Kanadischen Rocky Mountains und umfasst auf einer Fläche von rund 257 km² das Tal des oberen MacDonald Creek und das Tal des oberen North Tetsa River. Charakteristisch sind die Gebirgsseen Summit Lake, Rocky Crest Lake, Flower Springs Lake und die Upper Lakes.
Im Park erreicht der Alaska Highway am Summit Pass mit 1295 m seine größte Höhe, ein Großteil des Parks besteht aus Hochtälern der Muskwa Ranges in den nördlichen Rocky Mountains. Der charakteristische Gipfel des 2261 m hohen Mount Saint George überragt den Summit Lake, im südlichen Teil des Schutzgebiets erheben sich die Gipfel bis zu einer Höhe von 2550 m (Saint Magnus Peak).

## Naturschutz
Bei dem Park handelt es sich um ein Schutzgebiet der Kategorie Ib (Wildnisgebiet).
Das Kerngebiet des Parks bilden die von vegetationsarmer, alpiner Tundra geprägten Hochtäler des MacDonald Creek und des North Tetsa River. Insbesondere alpine Wiesen, Moore und mit Flechten bedeckte Felsen prägen diesen zentralen Teil des Parks, dessen Gestein aus Kalkstein und Quarzit bestehen. Für das Tal des MacDonald Creek ist der Alaska-Rhododendron (Rhododendron lapponicum) ein charakteristischer Strauch, darüber hinaus sind in geschützten Senken kleine Sümpfe ("Muskeg").
In der alpinen Zone sind Karibu, Schneeziege und Dall-Schaf charakteristisch, die Kleinsäuger sind durch Eisgraues Murmeltier und Streifenhörnchen vertreten, das Alpenschneehuhn kommt ebenfalls in großer Zahl vor.
Das Gebiet zwischen Summit Pass und Summit Lake wird von einem Sumpf eingenommen, kleinwüchsige Birken und Weiden prägen diese Landschaft.
Die Straße verläuft im Bereich der borealen Nadelwälder, die Waldgrenze wird knapp unterhalb von 1500 m erreicht. Hier kommen hauptsächlich Weißfichte und Tannen vor, nahe dem Summit Lake findet sich ein größerer Bestand an Küsten-Kiefern, welcher auf einen Waldbrand zur Zeit des Baus des Alaska Highway hindeutet.
In den Seen wurden Regenbogenforellen und Amerikanischer Seesaiblinge ausgesetzt.

## Aktivitäten
Der Summit Lake eignet sich für Ausflüge mit dem Kanadier oder dem Kajak. Am Summit Lake Campingplatz befindet sich eine Möglichkeit zum Einsetzen von Booten.
Der Park und die südlich anschließende Wokkpash Recreation Area sind ein Paradies für Wanderer, für die es Trails unterschiedlicher Länge und Schwierigkeit gibt:
- Tetsa #1 Trail (4 km; 2–3 h); Start- und Endpunkt: Mile 366/km 589 Alaska Highway; relativ einfacher Weg zu einem Bergsee
- Dunedin Trail (15 km; 5–8 h); Start- und Endpunkt: Mile 368/km 592 Alaska Highway; führt zum Dunedin River mit langsamem, aber stetigem Gefälle (Rückweg: Steigung)
- Summit Ridge Trail (4,5 km; 2–3 h); Start- und Endpunkt: Mile 373/km 600 Alaska Highway am Summit Lake Campingplatz; steiler Weg zum Grat mit Aussicht auf den Summit Peak
- Summit Peak Trail/Mount Saint Paul (6,7 km; 3–5 h zum oberen Aussichtspunkt und zurück; 12,5 km, 5–9 h bis zum Gipfel und zurück); Start- und Endpunkt: Mile 373/km 600 Alaska Highway am Summit Lake Campingplatz; führt steil zum Gipfel des 2.126 Meter hohen Mount St. Paul
- Flower Springs Trail (13,7 km; 4–5 h am Seeufer entlang; 10,2 km, 3,5–5 h über die Funkturmstraße); Start- und Endpunkt: Mile 373/km 600 Alaska Highway am Summit Lake Campingplatz; der Weg folgt dem Tal des North Tetsa River zum Flower Springs Lake durch alpine Wiesen
- Summit Tower Road (12 km; 4–5 h); Start- und Endpunkt: Mile 373/km 600 Alaska Highway am Summit Lake Campingplatz; der Weg führt einer Schotterstraße zu einem Funkturm mit Aussicht auf das Tal des MacDonald Bachs und -Tals
- Erosion Pillars Trail (1 km, 0,5–1 h); Start- und Endpunkt: Mile 376/km 609 Alaska Highway; führt zu einigen Hoodoos nahe dem Rocky Crest Lake
- MacDonald Creek Valley Trail (35 km); Start-/ Endpunkt: Mile 378/km 612 Alaska Highway; wird auch als Reitpfad genutzt
- Wokkpash Valley-MacDonald Creek Loop Trail (71 km, 4–7 Tage); Start-/ Endpunkt: Mile 378/km 612 Alaska Highway (MacDonald Start-/Endpunkt) und Mile 382/km 619 (Churchill Mine Road Start-/Endpunkt); 18 km Schotterstraße und 53 km Wanderweg